# Paryż – Warszawa bez wizy
Paryż – Warszawa bez wizy – polski film komediowy z 1967 roku w reżyserii Hieronima Przybyła, zrealizowany na podstawie opowiadania Powietrzne awantury Kazimierza Sławińskiego.
Premiera kinowa odbyła się w ramach podwójnego pokazu z Kwarantanną produkcji WFD.

## Fabuła
Lotnik Stefan Janotta w czasie II wojny światowej walczył w siłach powietrznych, w których wsławił się bohaterstwem i odwagą. Tuż po wojnie otrzymuje zadanie przewiezienia polskiego ambasadora do Paryża. Nad Sekwaną poznaje Elżbietę, polską aktorkę. Bez jego wiedzy, kobieta znajduje się w samolocie Janotty, dzięki pomocy jego kolegów. Niespodziewanie amerykańskie władze lotnicze nakazują Janocie przymusowe lądowanie w zachodnich Niemczech. Janotta, razem z kolegami pilotami z RAF-u, organizuje w nocy brawurową ucieczkę. Cała załoga dotarła do Warszawy. Po kilku latach Elżbieta została żoną Stefana. Teraz Janotta kończy swoją służbę. Nagle otrzymuje propozycję rejsu dyplomatycznego. W samolocie spotyka ambasadora, z którym leciał tuż po wojnie.

## Obsada
- Pola Raksa − Elżbieta
- Mieczysław Kalenik − kapitan Stefan Janotta
- Mieczysław Czechowicz − podporucznik Karol Lenciak
- Jerzy Turek − chorąży Kotwicz
- Marian Łącz − porucznik Henryk Lipiński
- Janusz Bylczyński − porucznik Polanicki
- Maciej Damięcki − lotnik amerykański
- Jerzy Kaczmarek − lotnik amerykański polskiego pochodzenia
- Zygmunt Kęstowicz − Julek, przyjaciel Janotty z RAFu
- Bogumił Kobiela − rodak z Paryża
- Józef Nowak − ambasador
- Wojciech Pokora − „królewski” nawigator
- Igor Śmiałowski − pułkownik Korkozewicz, dowódca wojskowej bazy lotniczej
- Alicja Bobrowska − stewardesa
- Aleksander Dzwonkowski − Kowalik, polski krawiec w Paryżu
- Krystyna Sienkiewicz − radiotelegrafistka Zula
- Ryszard Pracz − konferansjer w polskim lokalu w Paryżu

## Produkcja
Zdjęcia kręcono w następujących lokacjach: Egipt (piramidy w Gizie, port lotniczy w Kairze), Paryż (wieża Eiffla), Wiedeń (port lotniczy), Warszawa (pl. Powstańców Warszawy, lotnisko na Bemowie).